# 布魯克斯 (明尼蘇達州)
布魯克斯（英語：Brooks）是一個位於美國明尼蘇達州紅湖縣的城市。

## 人口
根據2020年美國人口普查的數據，布魯克斯的面積為2.98平方千米，皆為陸地。當地共有人口117人，而人口密度為每平方千米39人。